# Liste des albums musicaux numéro un au Billboard 200 en 2006
Cette page présente les albums musicaux numéro 1 chaque semaine en 2006 au Billboard 200, le classement officiel des ventes d'albums aux États-Unis établi par le magazine Billboard. Les cinq meilleures ventes annuelles sont également listées.

## Classement hebdomadaire
| Date         | Artiste(s)                        | Titre                                                                                          | Référence |
| ------------ | --------------------------------- | ---------------------------------------------------------------------------------------------- | --------- |
| 7 janvier    | Mary J. Blige                     | The Breakthrough                                                                               |           |
| 14 janvier   | Jamie Foxx                        | Unpredictable                                                                                  |           |
| 21 janvier   | Jamie Foxx                        | Unpredictable                                                                                  |           |
| 28 janvier   | Mary J. Blige                     | The Breakthrough                                                                               |           |
| 4 février    | Jamie Foxx                        | Unpredictable                                                                                  |           |
| 11 février   | Il Divo                           | Ancora                                                                                         |           |
| 18 février   | Barry Manilow                     | The Greatest Songs of the Fifties                                                              |           |
| 25 février   | Jack Johnson and friends          | Sing-A-Longs and Lullabies for the film Curious George                                         |           |
| 4 mars       | Jaheim                            | Ghetto Classics                                                                                |           |
| 11 mars      | Divers artistes                   | High School Musical (bande originale du téléfilm High School Musical : Premiers pas sur scène) |           |
| 18 mars      | Ne-Yo                             | In My Own Words                                                                                |           |
| 25 mars      | Juvenile                          | Reality Check                                                                                  |           |
| 1er avril    | Divers artistes                   | High School Musical (bande originale du téléfilm High School Musical : Premier pas sur scène)  |           |
| 8 avril      | Prince                            | 3121                                                                                           |           |
| 15 avril     | T.I.                              | King                                                                                           |           |
| 22 avril     | Rascal Flatts                     | Me and My Gang                                                                                 |           |
| 29 avril     | Rascal Flatts                     | Me and My Gang                                                                                 |           |
| 6 mai        | Rascal Flatts                     | Me and My Gang                                                                                 |           |
| 13 mai       | Godsmack                          | IV                                                                                             |           |
| 20 mai       | Tool                              | 10,000 Days                                                                                    |           |
| 27 mai       | Red Hot Chili Peppers             | Stadium Arcadium                                                                               |           |
| 3 juin       | Red Hot Chili Peppers             | Stadium Arcadium                                                                               |           |
| 10 juin      | Dixie Chicks                      | Taking the Long Way                                                                            |           |
| 17 juin      | Dixie Chicks                      | Taking the Long Way                                                                            |           |
| 24 juin      | AFI                               | Decemberunderground                                                                            |           |
| 1er juillet  | Busta Rhymes                      | The Big Bang                                                                                   |           |
| 8 juillet    | Nelly Furtado                     | Loose                                                                                          |           |
| 15 juillet   | India.Arie                        | Testimony: Vol. 1, Life and Relationship                                                       |           |
| 22 juillet   | Johnny Cash                       | American V: A Hundred Highways                                                                 |           |
| 29 juillet   | Divers artistes                   | Now That's What I Call Music! 22 (compilation)                                                 |           |
| 5 août       | Divers artistes                   | Now That's What I Call Music! 22 (compilation)                                                 |           |
| 12 août      | LeToya                            | LeToya                                                                                         |           |
| 19 août      | Divers artistes                   | Now That's What I Call Music! 22 (compilation)                                                 |           |
| 26 août      | Rick Ross                         | Port of Miami                                                                                  |           |
| 2 septembre  | Christina Aguilera                | Back to Basics                                                                                 |           |
| 9 septembre  | Danity Kane                       | Danity Kane                                                                                    |           |
| 16 septembre | Bob Dylan                         | Modern Times                                                                                   |           |
| 23 septembre | Beyoncé                           | B'Day                                                                                          |           |
| 30 septembre | Justin Timberlake                 | FutureSex/LoveSounds                                                                           |           |
| 7 octobre    | Justin Timberlake                 | FutureSex/LoveSounds                                                                           |           |
| 14 octobre   | Ludacris                          | Release Therapy                                                                                |           |
| 21 octobre   | Evanescence                       | The Open Door                                                                                  |           |
| 28 octobre   | Rod Stewart                       | Still the Same... Great Rock Classics of Our Time                                              |           |
| 4 novembre   | Diddy                             | Press Play                                                                                     |           |
| 11 novembre  | Hannah Montana et divers artistes | Hannah Montana (bande originale de la série télévisée Hannah Montana)                          |           |
| 18 novembre  | Hannah Montana et divers artistes | Hannah Montana (bande originale de la série télévisée Hannah Montana)                          |           |
| 25 novembre  | Divers artistes                   | Now That's What I Call Music! 23 (compilation)                                                 |           |
| 2 décembre   | The Game                          | Doctor's Advocate                                                                              |           |
| 9 décembre   | Jay-Z                             | Kingdom Come                                                                                   |           |
| 16 décembre  | Incubus                           | Light Grenades                                                                                 |           |
| 23 décembre  | Ciara                             | Ciara: The Evolution                                                                           |           |
| 30 décembre  | Young Jeezy                       | The Inspiration                                                                                |           |

## Classement annuel
Les 5 meilleures ventes d'albums de l'année aux États-Unis selon Billboard :
1. Carrie Underwood - Some Hearts
2. Divers artistes - High School Musical
3. Nickelback - All the Right Reasons
4. Rascal Flatts - Me and My Gang
5. Mary J. Blige - The Breakthrough

- Note : La chanteuse Carrie Underwood réalise la meilleure vente de l'année avec l'album Some Hearts qui n'a jamais été numéro 1 du classement hebdomadaire et a culminé à la deuxième place[2].